# 桃園科技工業園區

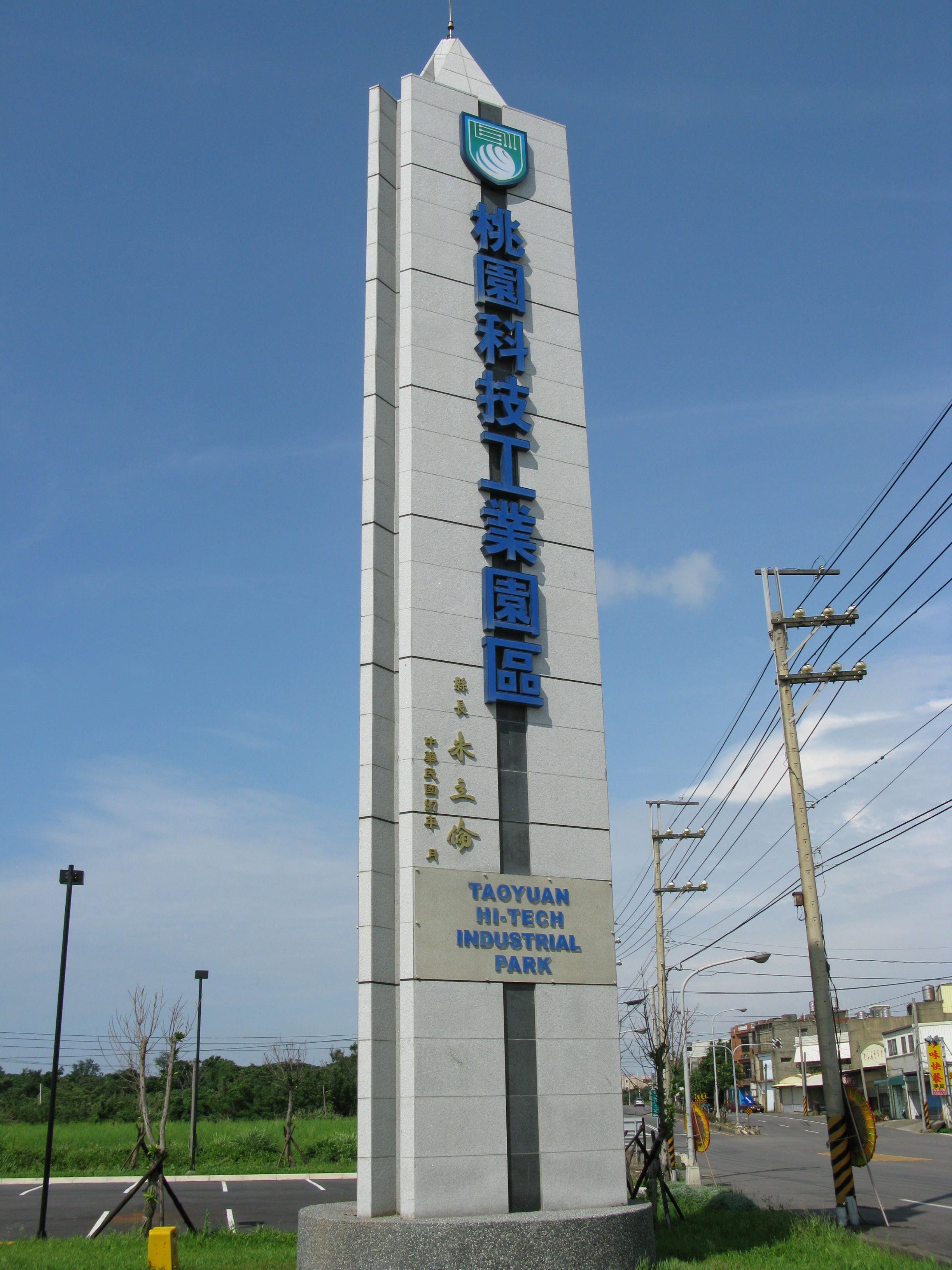
桃園科技工業區

桃園科技工業區位於桃園市西部，為一處台灣新近規劃建設的科技工業園區。

## 簡介
桃園科技工業區位於桃園市觀音區白玉里、觀音里及大潭里，觀音都市計畫區之北為白玉區，南為塘尾區。為結合生態、生活、生產的「三生」示範園區，並結合周圍觀音、大潭等工業區、中央大學及科技研究中心。本園區設立一座海水淡化廠以專管供給園區內廠商用水。塘尾區內約31公頃為環保園區，計劃引進主體產業、循環產業、鏈結產業3類，以綠色能源、高價值資源再生、水循環再生、高效率環保為主軸。2017年6月24日，桃園市政府與國立臺灣海洋大學簽署合作意向書，規劃於觀音區桃園科技工業區設立國立台灣海洋大學觀音分校。